# Bảo tàng Thất bại

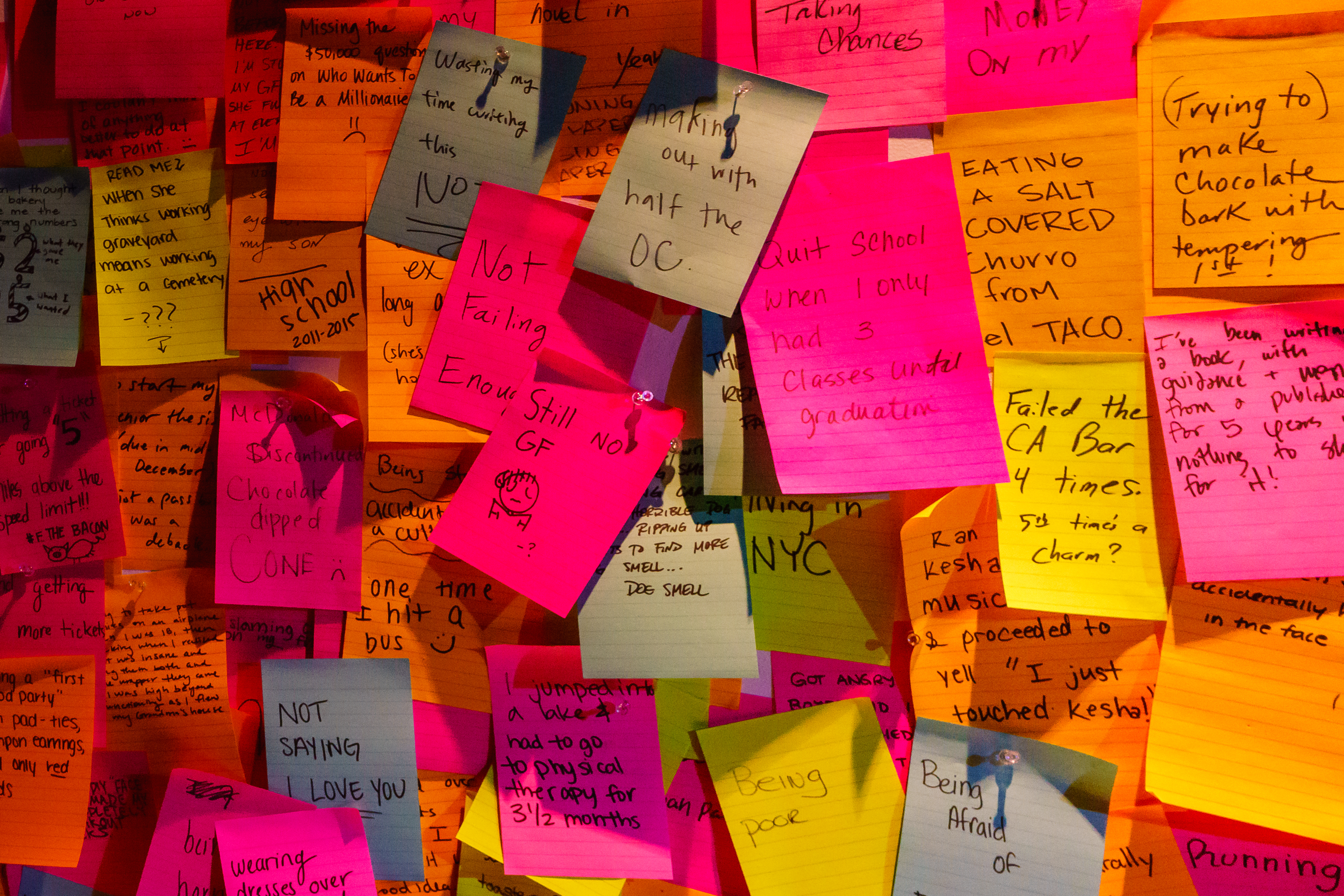
Cảm tưởng và chia sẻ của du khách về bảo tàng Thất bại. Chi nhánh đặt tại Los Angeles, Mỹ.

Bảo tàng Thất bại (Museum of Failure), là một bảo tàng của Thụy Điển. Nơi đây trưng bày những sản phẩm, ý tưởng và sáng kiến bị cho là thất bại.

## Bối cảnh
Samuel West là chủ bảo tàng và là một nhà tâm lý học người Thụy Điển. Khi đến thăm Bảo tàng Các mối quan hệ đổ vỡ (Zagreb, Croatia), Samuel West có một mong muốn "tìm kiếm một phương thức giao tiếp mới với tầm quan trọng của sự thất bại". Ông bày tỏ rằng "Tôi đã quá mệt mỏi với việc xã hội của chúng ta liên tục tôn sùng thành công mà kỳ thị sự thất bại".

## Sáng lập
Bảo tàng bắt đầu mở cửa từ ngày 7 tháng 6 năm 2017 với sự hỗ trợ của Quỹ sáng tạo Thụy Điển, có vị trí nằm ở tầng trệt của một trung tâm văn hóa tại thị trấn ven biển Helsingborg. Samuel West đã thương thảo với hàng chục công ty lớn nhỏ có sản phẩm thất bại khác nhau nhưng hầu hết trong số họ từ chối cung cấp thông tin số liệu vì họ không muốn công khai thất bại. Tuy nhiên, Samuel đã sưu tầm được khá nhiều những sản phẩm, dịch vụ khác nhau cho bảo tàng. Hơn 80 sản phẩm thất bại được trưng bày tại đây.

### Trưng bày
Năm 1994, nhà sản xuất Harley-Davidson ra mắt dòng nước hoa mang tên Legendary. Tuy nhiên, nỗ lực của hãng xe Harley-Davidson để quảng bá cho sản phẩm nước hoa đã thất bại. Chai nước hoa Legendary trở thành vật phẩm đầu tiên được trưng bày tại Bảo tàng Thất bại. Du khách tham quan sẽ thấy một số đồ công nghệ đã bị lãng quên như máy nhắn tin Newton của công ty Apple hay kính Google Glass, Nokia N-Gage; nước giải khát vị cà phê có hình dạng lon coca, mì bò lasagna của hãng kem đánh răng Colgate, chiếc mặt nạ có tính năng căng da mặt nhưng lại bằng phương thức sử dụng điện, dòng bút Bic for Her dành cho phụ nữ, xe đạp bằng nhựa, chai tương cà màu xanh và nhiều sản phẩm khác không thể nổi tiếng. Đặc biệt, người tham quan luôn dừng bước mỗi khi đi qua khu trưng bày mang tên "Trump – the Game". Khu trưng bày này mô phỏng lại hình ảnh nhiều người chơi trò giao dịch bất động sản dưới sự giám sát từ hình ảnh thu nhỏ của cựu tổng thống Mỹ Donald Trump.
Vào cuối mỗi buổi triển lãm, khách tham quan sẽ được mời chia sẻ những thất bại của họ trên một bức tường có tên "Thừa nhận thất bại". Những dòng cảm tưởng được viết trên giấy nhiều màu và dán lên tường, hoặc kể lại trong phòng ẩn danh.

### Mở rộng
Tháng 12 năm 2017, Bảo tàng Thất bại đã mở một chi nhánh vệ tinh tại Los Angeles, Mỹ. Theo thông tin từ bảo tàng, một số vật phẩm sẽ được mang đi trưng bày vòng quanh thế giới bắt đầu từ tháng 7 năm 2018. Một số vật trưng bày khác cũng sẽ xuất hiện ở Toronto, Canada. Ngày 5 tháng 1 năm 2019, bảo tàng này bắt đầu được di chuyển tới Thượng Hải, Trung Quốc. Một số buổi triển lãm nhỏ hơn của bảo tàng đã mở tại Viên, Amsterdam, Liverpool, Jeddah, Luân Đôn, Milano, Seoul và Paris. Tại Đài Loan, thời báo nước này cho biết bảo tàng đã trưng bày những món đồ thất bại với "tinh thần hài hước."

## Tiếp nhận
The News York Times cho biết trang web của bảo tàng nói rằng những sản phẩm này cung cấp một cái nhìn sâu sắc về “hoạt động kinh doanh đầy rủi ro của sự đổi mới”. Từ khi mở cửa, bảo tàng đã tạo ra những hiệu ứng tích cực. Sự thành công của bảo tàng đã giúp tiến sỹ West trở nên nổi tiếng tại thị trấn ven biển Thụy Điển và giúp ông có thêm biệt danh "tiến sỹ thất bại". National Geographic nhận xét bảo tàng Thất bại "hấp dẫn những cảm xúc bẩm sinh của con người" và cho rằng "cải tiến chấp nhận rủi ro và Bảo tàng Thất bại đã chứng minh sự thành công."